# 曽木駅
曽木駅（そきえき）は、かつて宮崎県延岡市北方町曽木にあった高千穂鉄道高千穂線の駅である。高千穂線の部分廃線によって2007年（平成19年）に廃駅となった。

## 歴史
- 1936年（昭和11年）4月12日：国有鉄道日ノ影線の駅として開業[1]。
- 1962年（昭和37年）10月1日：貨物取扱廃止[1]。
- 1972年（昭和47年）7月22日：荷物扱い廃止[2]。無人駅となる[3]。
- 1987年（昭和62年）4月1日：国鉄分割民営化により九州旅客鉄道の駅となる[1]。
- 1989年（平成元年）4月28日：第三セクター転換により高千穂鉄道の駅となる[4]。
- 2005年（平成17年）9月6日：台風14号による被害で高千穂線が全線運休となる。
- 2007年（平成19年）9月6日：延岡 - 槇峰間廃線により廃駅。

## 駅構造
単式ホーム1面1線の棒線駅であった。無人駅で、駅舎は旧国鉄時代からの木造駅舎が使われていた。

## 利用状況
2003年度の1日平均乗車人員は52人であった。

## 駅周辺
- 延岡警察署曽木駐在所
- 曽木郵便局
- 曽木神社
- 国道218号
- 宮崎県道215号板上曽木線
- 曽木川

## 現状
駅舎が現存しているが、ホームや線路は撤去済み。

## 隣の駅
高千穂鉄道
■高千穂線
吐合駅 - 曽木駅 - 川水流駅